# Luke Witte
Luther E. Witte, detto Luke (Filadelfia, 19 ottobre 1950), è un ex cestista statunitense, professionista nella NBA.

## Carriera
Venne selezionato dai Cleveland Cavaliers al quarto giro del Draft NBA 1973 (57ª scelta assoluta).
Con gli Stati Uniti disputò i Giochi panamericani di Cali 1971.